# ZIS-8
Der ZIS-8 (russisch ЗИС-8) war ein Bus des sowjetischen Herstellers Sawod imeni Stalina, kurz ZIS. Er basierte technisch auf dem Lastwagen ZIS-5, der damals in der Sowjetunion weit verbreitet war. Heute ist kein vollständig original erhaltenes Exemplar des Fahrzeugs mehr bekannt.

## Beschreibung
Über die Geschichte des Busses ist wenig bekannt. Klar ist, dass die Serienfertigung im Jahr 1934 begann. Je nach Quelle endete sie bereits wieder im Jahr 1936 oder 1938. Der gleichnamige Motor wurde vom Lastkraftwagen ZIS-5 übernommen. Das Fahrgestell stammte vom ZIS-11, einer Version des ZIS-5 mit langem Radstand. Die Karosserie wurde in Gemischtbauweise hergestellt. Das Grundgerüst bestand aus Holzbalken und Brettern, die anschließend mit Stahlblechen beplankt wurden.
Ebenfalls 1934 wurde ein Prototyp eines dreiachsigen Busses mit Komfortausstattung angefertigt, er ging jedoch nie in Serienfertigung. Das Fahrzeug trug die Bezeichnung ZIS-lux. Es basierte auf einem verlängerten Fahrgestell des Dreiachsers ZIS-6. Besonders bemerkenswert ist, dass es im Passagierraum des ZIS-Lux bereits ein Radio gab. Die Karosserieform war wesentlich moderner als die des ZIS-8 und ähnelte dem später gebauten ZIS-16.

## Verbleib
Es ist unklar, ob von dem Fahrzeug gut erhaltene Exemplare existieren. Ein Bus (der auf dieser Seite oben abgebildete in blau-weißer Farbgebung) wurde von Oldtimerliebhabern 2011 aufwändig restauriert, nachdem er offensichtlich längere Zeit als Anhänger und danach als Schuppen genutzt worden war. Es sind jedoch nur noch Teile des Rahmens und der Achsen original erhalten geblieben. Der gesamte Holzaufbau musste nach alten Fotografien neu angefertigt werden. Außerdem ist mindestens eine Fahrzeugkopie existent, die für Filmaufnahmen angefertigt wurde.

## Technische Daten

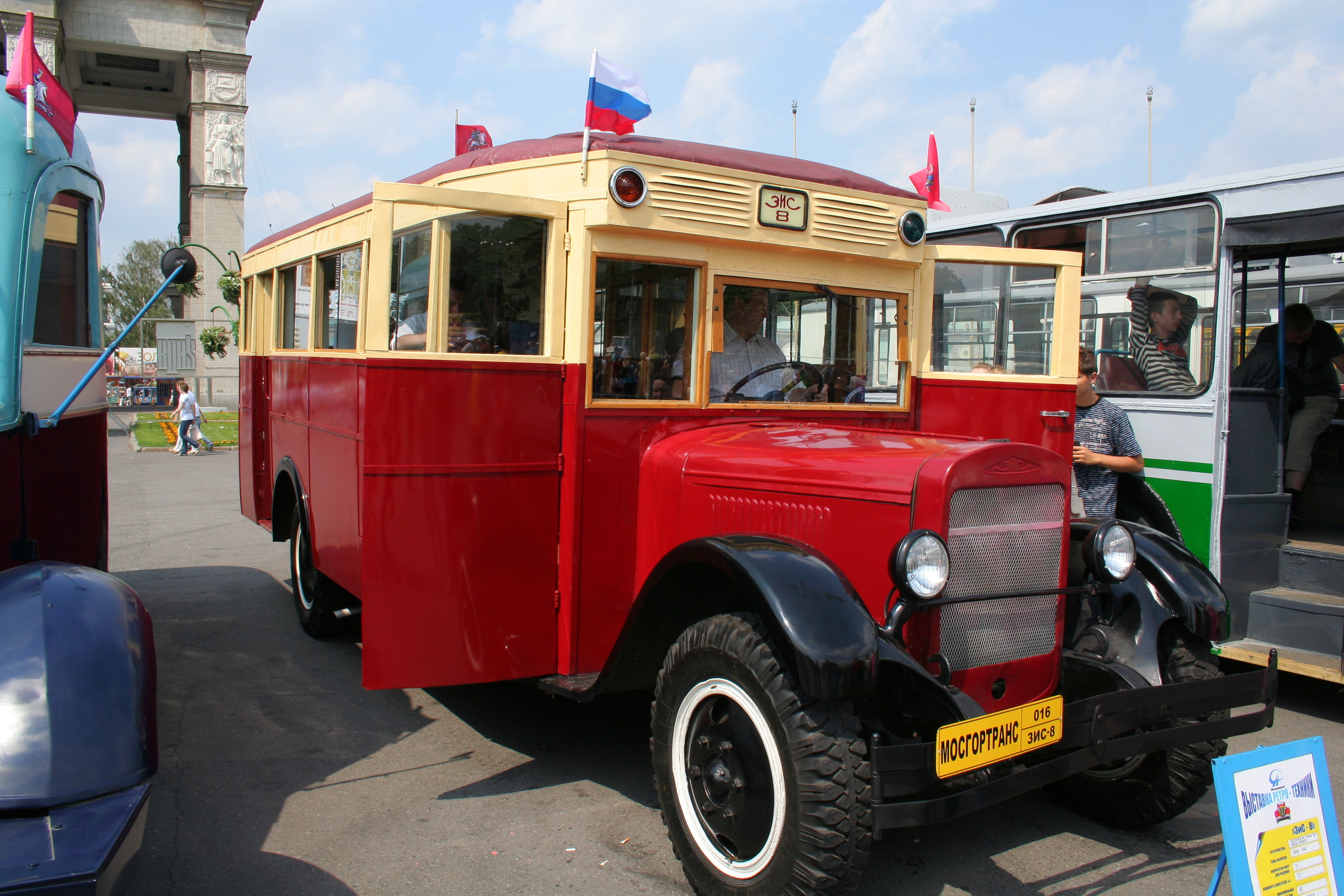
ZIS-8 auf einer Ausstellung in Moskau, 2010

- Baujahre: 1934–1938 (nach anderen Quellen auch nur bis 1936)
- Sitzplätze: 21
- Höchstgeschwindigkeit: 60 km/h
- Stückzahl: 547

Abmessungen und Gewichte
- Länge: 7370 mm
- Breite: 2300 mm
- Höhe: 2750 mm
- Radstand: 4421 mm
- Bodenfreiheit: 250 mm
- Leergewicht: 4200 kg
- max. Zuladung: 1470 kg
- zulässiges Gesamtgewicht: 5670 kg

Antriebsdaten
- Motor: Sechszylinder-Ottomotor Typ ZIS-5
- Leistung: 54 kW (73 PS)
- Hubraum: 5555 cm³
- Verdichtung: 4,6:1
- Treibstoffverbrauch: 34 l/100 km
- Treibstoffvorrat: 110 l
- Getriebe: 4-Gang-Schaltgetriebe
- Antriebsformel: (4×2)